# Toronto General Hospital

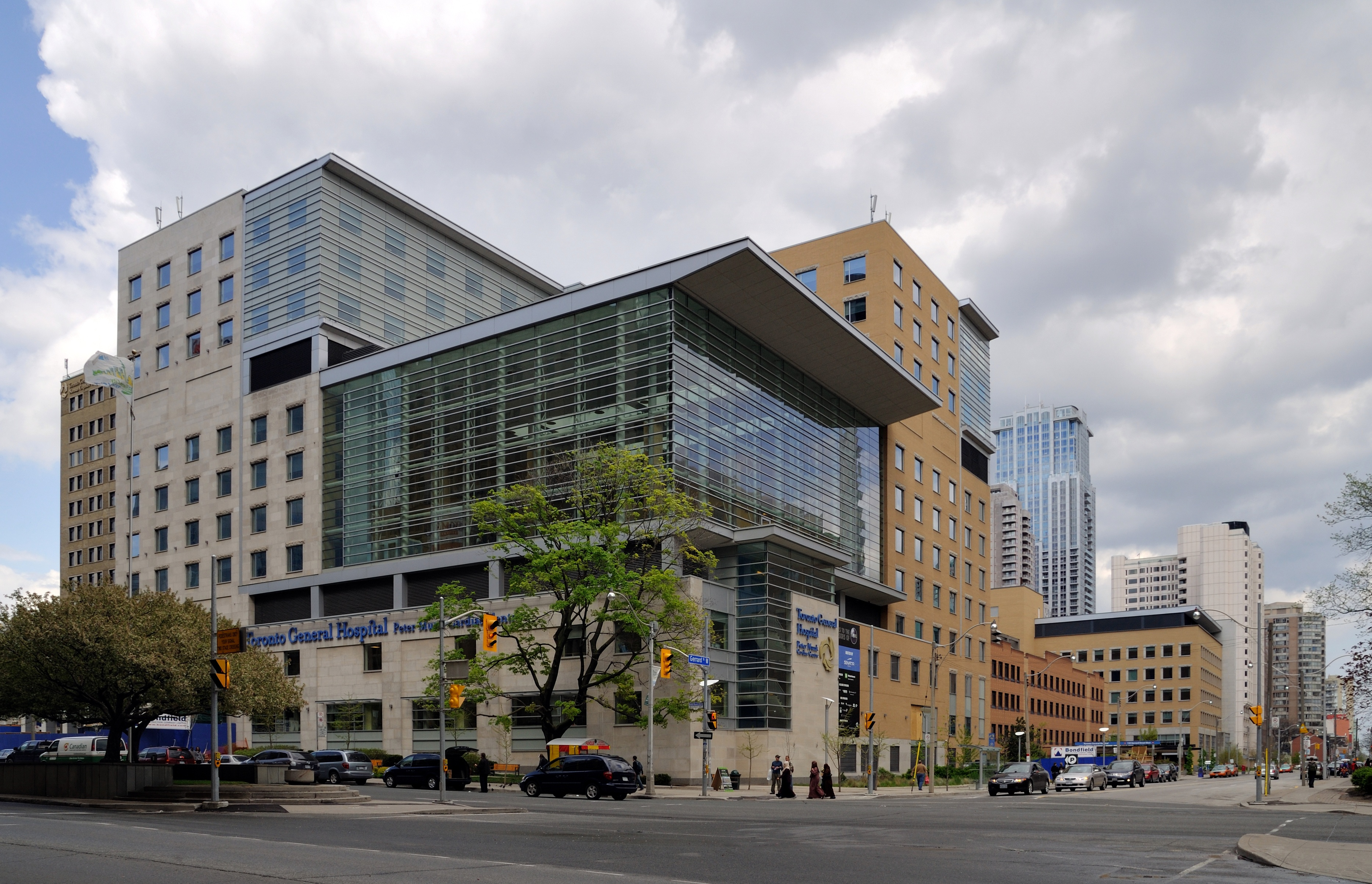
Toronto General Hospital

Das Toronto General Hospital ist Torontos größtes Krankenhaus und Teil des University Health Network, einem Verbund von drei Krankenhäusern der Stadt. Das Lehrkrankenhaus der medizinischen Fakultät der University of Toronto befindet sich im Discovery District südlich des Queen’s Park.

## Geschichte
Die Geschichte des Toronto General Hospital begann 1812 als kleines Militärkrankenhaus im Britisch-Amerikanischen Krieg. Nach dem Krieg als dauerhafte Einrichtung etabliert trug es den Namen York General Hospital. Seit 1829 an der Ecke Simcoe Street und King Street gelegen. Im Jahr 1913 an seinen heutigen Platz verlegt erfuhr es in den kommenden Jahrzehnten mehrfache Vergrößerungen und Umbauten. Der Gebäudeteil aus dem Jahr 1913 heißt heute College Wing. Seit 2002 beherbergt dieser Teil das sogenannte MaRS Discovery District, eine Non-Profit-Organisation, die medizinische Forschung auf der Basis von Public Private Partnership betreibt.

## Daten
Das Haus mit insgesamt 471 Betten ist spezialisiert auf Kardiologie und Transplantationen und damit führend in der Provinz Ontario. Im Jahr 1986 führte ein Chirurg weltweit zum ersten Mal eine zweiseitige Lungentransplantation erfolgreich durch. Die Notfallstation behandelt jährlich rund 28.000 Notfälle.